# Странен двубой
„Странен двубой“ е български игрален филм (криминален) от 1971 година на режисьора Тодор Стоянов, по сценарий на Диньо Гочев. Оператор е Виктор Чичов, а художник-сценограф е Стефан Савов. Музиката във филма е композирана от Атанас Бояджиев.

## Сюжет
Шумна и пъстра улица в голям европейски град, примамливи витрини и внушителни сгради, извисяващи се към небето. Зад фасадата на една от тях става нещо, което контрастира с красотата и безгрижието на тълпата. Едно измъчено мъжко лице бавно се повдига нагоре и стене за вода. Българинът Павлов – който от три години служи в шпионска централа, е подложен на инквизиции. Върху него и агентът по прякор Врабеца пада съмнението, че работят в полза на българските органи на Държавна сигурност. Скоро това тежко обвинение е опровергано. Врабеца отново изпълнява възложените му задачи, а Павлов е включен в поредната акция. По заповед на ръководителя на Центъра Смит инквизициите е провел Робърт Хюстън, който дотогава е работил заедно с Павлов. Павлов не може да му прости и с редица машинации успява да го злепостави. В резултат на това Смит заповядва предстоящата акция да бъде ръководена от Павлов, а Хюстън да му бъде подчинен. Акцията цели завербуването на българката Божанова, която скоро ще пристигне с търговска делегация. Този ход е само част от големия план за обезвреждане на ракетните площадки в България. Павлов и Хюстън са прехвърлени в България. Между тях се води сложна и опасна игра, основана върху взаимната им неприязън. Хюстън, с ярко изразената си интелигентност има една скрита слабост – тя е свързана с обичта му към единственото скъпо същество, което има в света – дъщеря му Лия. Това обстоятелство става причина в него, въпреки волята му, да заговори съвестта. И когато получава нареждане да вдигне във въздуха бента на един язовир в България, той отказва. Странният двубой между двамата мъже завършва с победа, която е обща, защото Хюстън знае, че Павлов в действителност е служител на българската Държавна сигурност.

## Актьорски състав
Роли във филма изпълняват актьорите:
- Петър Слабаков – Павлов
- Леон Немцик – Роберт Хюстън
- Невена Коканова – Божанова
- Маргарита Чудинова – Лия Хюстън
- Лъчезар Стоянов – Лъчо Джорев
- Любомир Киселички – Дражев
- Владимир Николов – Иван
- Михаил Михайлов – Врабецът
- Петър Евангелатов – Др. Врайзер
- Георги Черкелов – Полковникът от ДС
- Стефан Савов – Капитанът от ДС
- Райна Илчева – Лекарката
- Нина Димитрова – Детето
- Катя Чукова
- Николай Дойчев – старецът от селото
- Божидар Лечев - селянинът, който познава Лъчо
- Стоян Стойчев
- Рени Китанова
- Александър Притуп
- Бояна Кънева
- Димитър Стефанов
- Антон Маринов

## Награди
- Наградата за операторска работа, Наградата на МВР, ФБФ (Варна, 1971).
- Почетен диплом и „Кристална ваза“ на МКФ (Прага, Чехословакия, 1971).